# مسجد الخرطوم الكبير
مسجد الخرطوم الكبير هو أحد المساجد الأثرية في العاصمة السودانية الخرطوم. تم افتتاحه عام 1901م.

## التأسيس

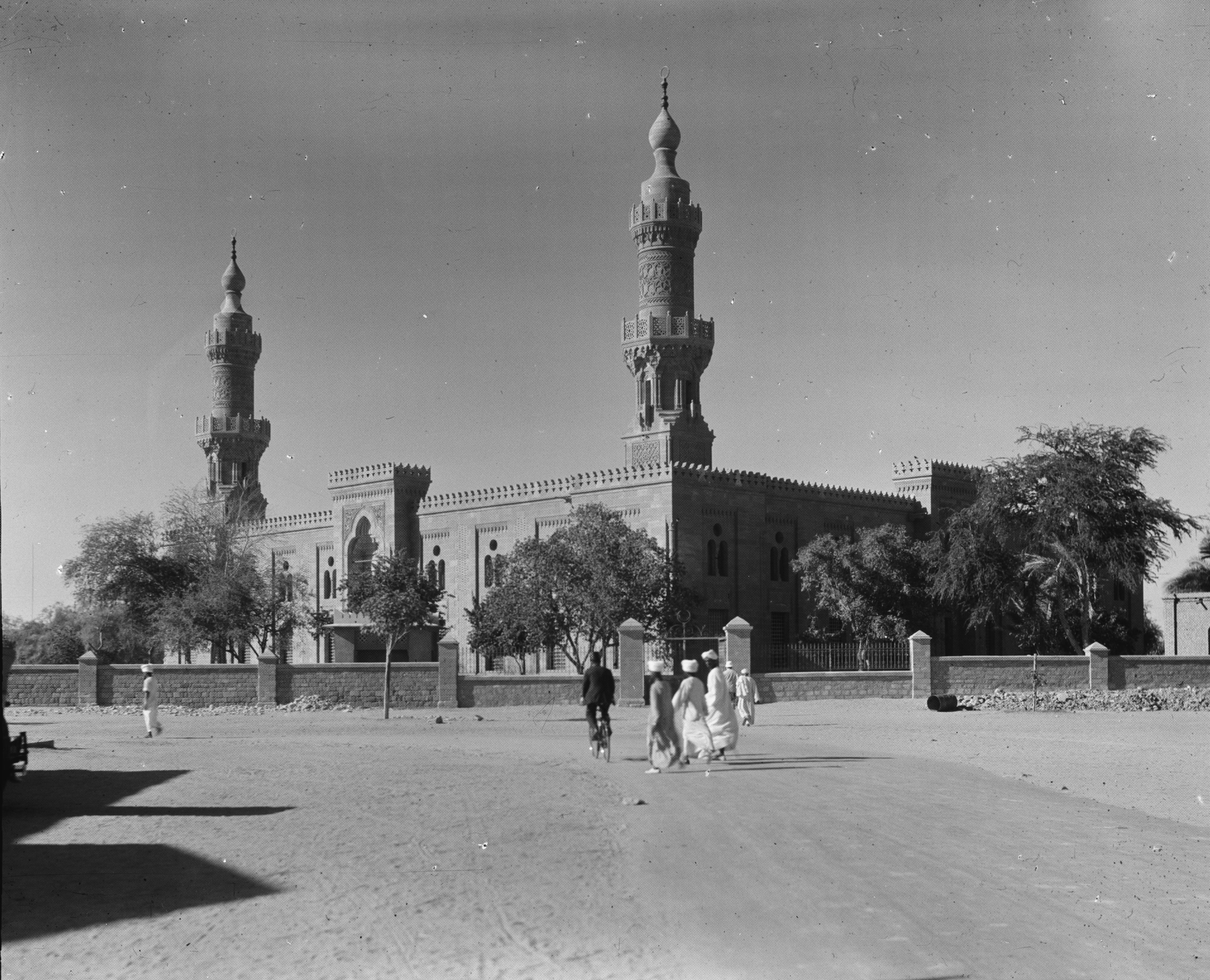
صورة قديمة لمسجد الخرطوم الكبير

وضع حجر الأساس لمسجد الخرطوم في 17 سبتمبر 1900م وتم افتتاحه عند زيارة الخديوي عباس حلمي باشا  للسودان في 4 ديسمبر 1901م والمنطقة التي شيد فيها المسجد هي جزء من مقابر الخرطوم القديمة ويقع المسجد في الجزء الغربي من المقابر ولازالت الحفريات داخل المسجد تخرج عظام بشرية.
مسجد الخرطوم الكبير  (مسجد عباس سابقاً) وعباس المقصود هنا هو الخديوي عباس باشا حلمي الذي تولى الحكم في 8 يناير1892م.

## الموقع
ويقع المسجد في وسط ميدان عباس حالياً (ميدان الأمم المتحدة) وشماله (سراي الحاكم) القصر الجمهوري حالياً وجنوبه السوق العربي .
ونلاحظ أن موقع المسجد يتوسط مدينة الخرطوم وهذا يؤكد أن مدينة الخرطوم التي أتخذت كعاصمة للبلاد في فترة التركية عام 1830م أنشئت على نسق تخطيط المدن الإسلامية والذي يقع فيها دائما المسجد في الوسط حيث يعتبر مركز المدينة ومحور حركتها وقاسمها المشترك الذي يحتل أهمية كبيرة في تخطيط المدينة العربية القديمة والحديثة فهو يعتبر المحرك لكل حياة المدينة.
ويمكن أن تدرك تخطيط مدينة الخرطوم كمدينة إسلامية نجده في تخطيط وإنشاء مسجد الخرطوم الكبير حيث يعتبر أعلى مبنى في الخرطوم عند إنشائه وهو مبدأ أساسي في العمارة الإسلامية أن لا يعلو أي مبنى علي مبنى المسجد.

## معرض صور

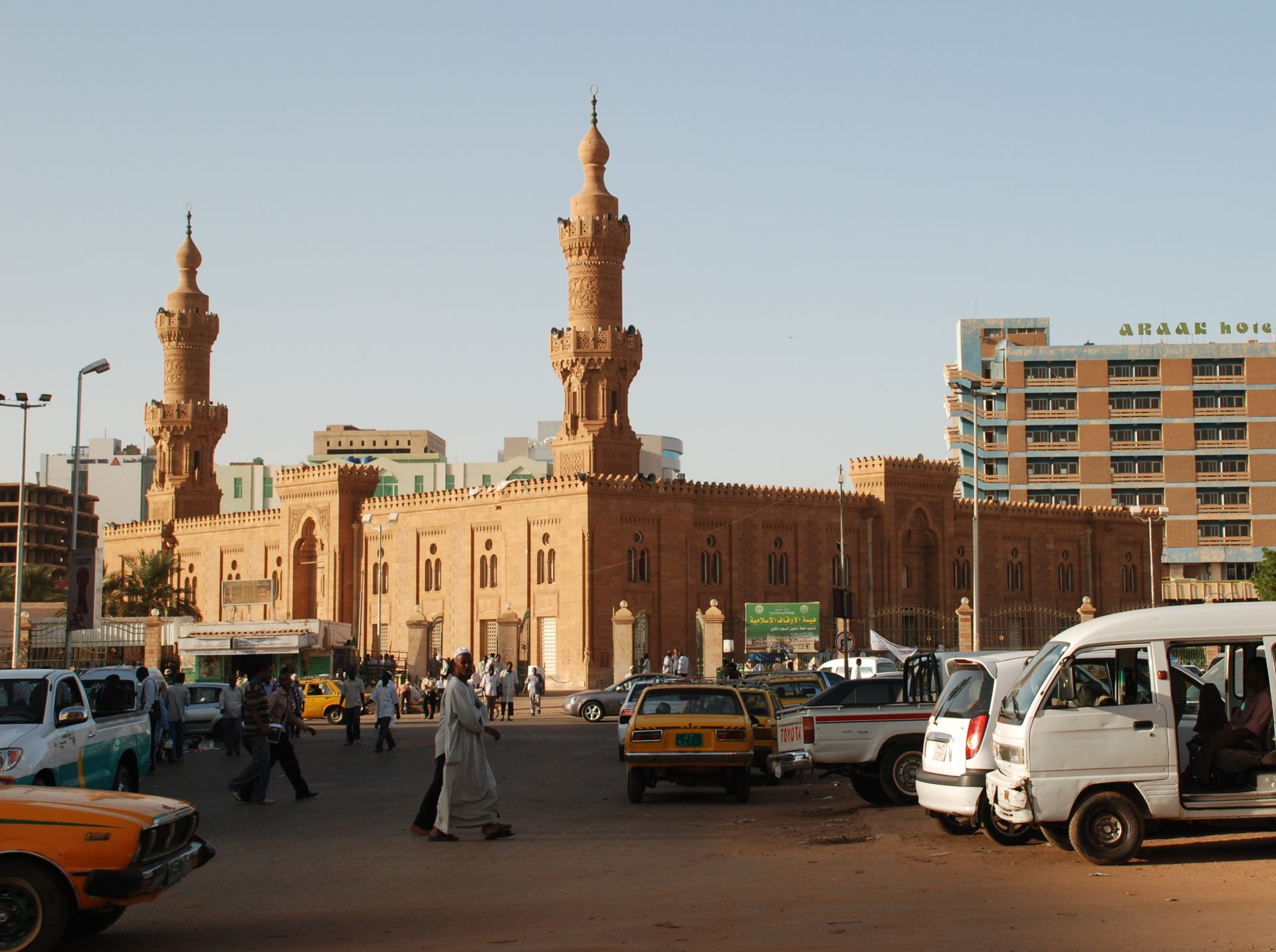
المسجد بالنهار
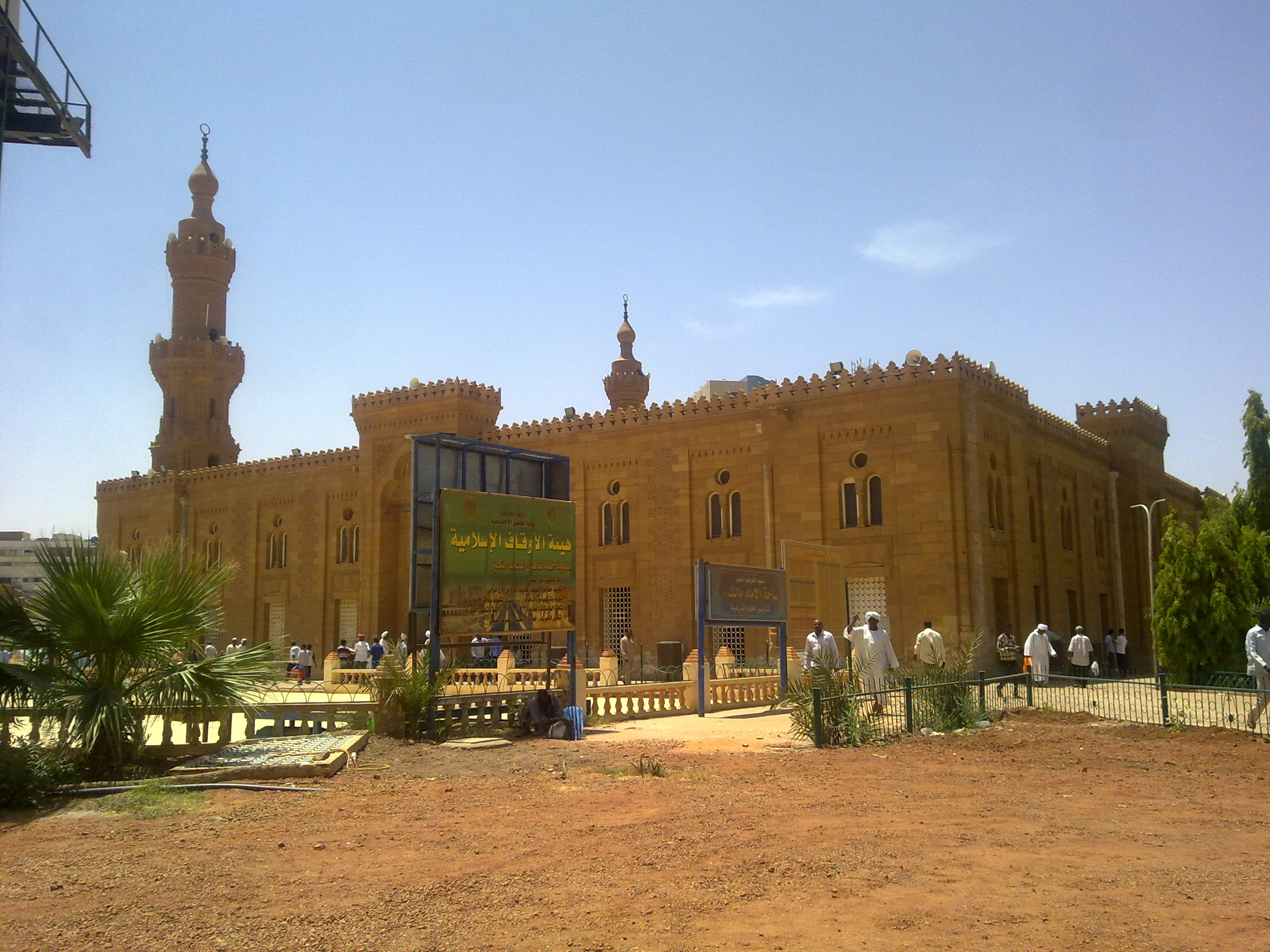
مسجد الخرطوم الكبير
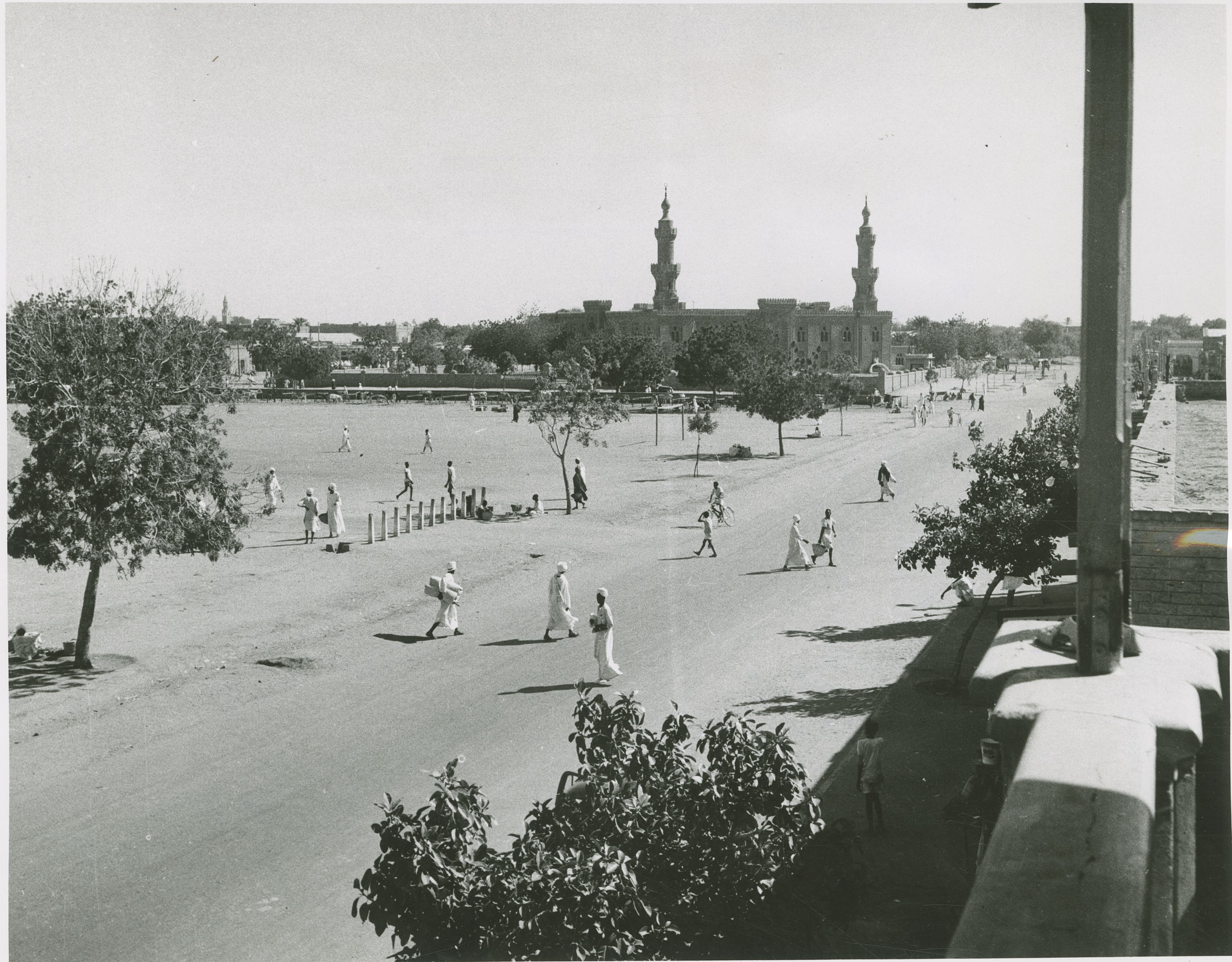
صورة فوتوغرافية للساحة الرئيسية مع واجهة مسجد الخرطوم الكبير